# Черноморска ведрица
Черноморската ведрица (Fritillaria pontica), наричана още Понтийска ведрица, е ендемично за България и Турция многогодишно растение от семейство Кремови.

## Разпространение
В България се среща в източната и южната ѝ част. Расте в широколистни гори на надморска височина до 1000 m. Известни находища на вида в България има в Скока, Иракли и Узунбоджак.

## Описание
Растението има малка луковица, прост околоцветник от широкозвънчевидно венче с бледо виненочервен ръб и широка зелена ивица и три прицветни листа в прешлен. Височина на надземната част е 15 – 50 cm. Цъфти от април до август.

## Природозащитен статус
Видът е защитен и е включен в Приложение № 3 на Закона за биологичното разнообразие. Основна опасност за него са унищожаването на местообитанията му и брането от хората.